# Мохамед-Реза Гараеи Аштијани
Мохамед-Реза Гараеи Аштијани ( перс. محمدرضا قرایی آشتیانی  ) је припадник иранске војске са чином бригадног генерала који је био министар одбране од 2021.  Аштијани је положио заклетву 25. августа 2021, заменивши бригадног генерала Амира Хатамија који је био на тој функцији од 2017.

## Војна каријера
Аштијани је унапређен у заменика начелника штаба Оружаних снага Исламске Републике Иран (Артеш) 2. јула 2019, након декрета врховног вође Алија Хамнеија . Аштијани је заменио генерал-мајора Атаолаха Салехија . Одабрао га је за министра одбране председник Ебрахим Раиси, а затим је одобрен за ту функцију и преузео је дужност 25. августа 2021.

## Министар одбране
Избор Аштијанија за ову позицију фаворизовао је одлазећи министар Амир Хатами који је Аштијанија назвао „најбољим кандидатом“ за ту функцију. Аштијани је рекао да ће дати приоритет извозу различитих одбрамбених производа у друге земље широм света.

## Референцe
1. ↑  "Iran's defense min. congratulates counterparts on Christmas", Mehr News Agency, 1 January 2022.